# Zigofil·làcies
Zigofil·làcia (Zygophyllaceae) és una família de plantes amb flor.

## Taxonomia
Segons el sistema de classificació filogenètica APG II, no assigna a la família de les zigofil·làcies cap ordre en concret, però accepta de tota manera usar el de Zygophyllales si es considera apropiat ubicar la família en un ordre.
El sistema APG II inclou aquesta família en el clade Eurosids I, que està compost de diversos ordres.

## Gèneres
- Subfamília Larreoideae
  - Bulnesia Gay
  - Guaiacum L.
  - Larrea Cav.
  - Pintoa Gay
  - Porlieria Ruiz & Pav.[1]
- Subfamília Morkillioideae
  - Morkillia Rose & J.H.Painter
  - Sericodes A.Gray
  - Viscainoa Greene[2]
- Subfamília Seetzenioideae
  - Seetzenia R.Br. ex Decne.[3]
- Subfamília Tribuloideae
  - Balanites Delile
  - Kallstroemia Scop.
  - Kelleronia Schinz
  - Neoluederitzia Schinz
  - Sisyndite E.Mey. ex Sond.
  - Tribulopis R.Br.
  - Tribulus L.[4]
- Subfamília Zygophylloideae
  - Augea Thunb.
  - Fagonia L.
  - Halimiphyllum (Engl.) Boriss.
  - Melocarpum (Engl.) Beier & Thulin
  - Roepera A.Juss.
  - Tetraena Maxim.
  - Zygophyllum L.[5]
- Incerate sedis
  - Izozogia G.Navarro
  - Metharme Phil. ex Engl.
  - Plectrocarpa Gillies ex Hook. & Arn.[6]